# 下新駅
下新駅（しもにいえき）は、長野県松本市大字新村にあるアルピコ交通上高地線の駅である。駅番号はAK-06。

## 歴史
- 1921年（大正10年）10月2日：筑摩鉄道の駅として開業[1]。
- 1922年（大正11年）10月31日：筑摩電気鉄道に社名変更。
- 1932年（昭和7年）12月2日：松本電気鉄道に社名変更。
- 1997年（平成9年）9月：駅舎建替え[2]。
- 2011年（平成23年）4月1日：アルピコ交通に社名変更。
- 2021年（令和3年）
  - 8月15日：令和3年8月の大雨で西松本駅 - 渚駅にある田川橋梁が被災し、運休となる。
  - 8月16日：松本駅 - 新村駅間で代行バス運行を実施。当駅の代行バス乗り場は北にある下新交差点の東側だった。
  - 10月8日：渚駅 - 新島々駅間で列車の運転を再開。これに伴い当駅でのバス代行を終了する。

## 駅構造

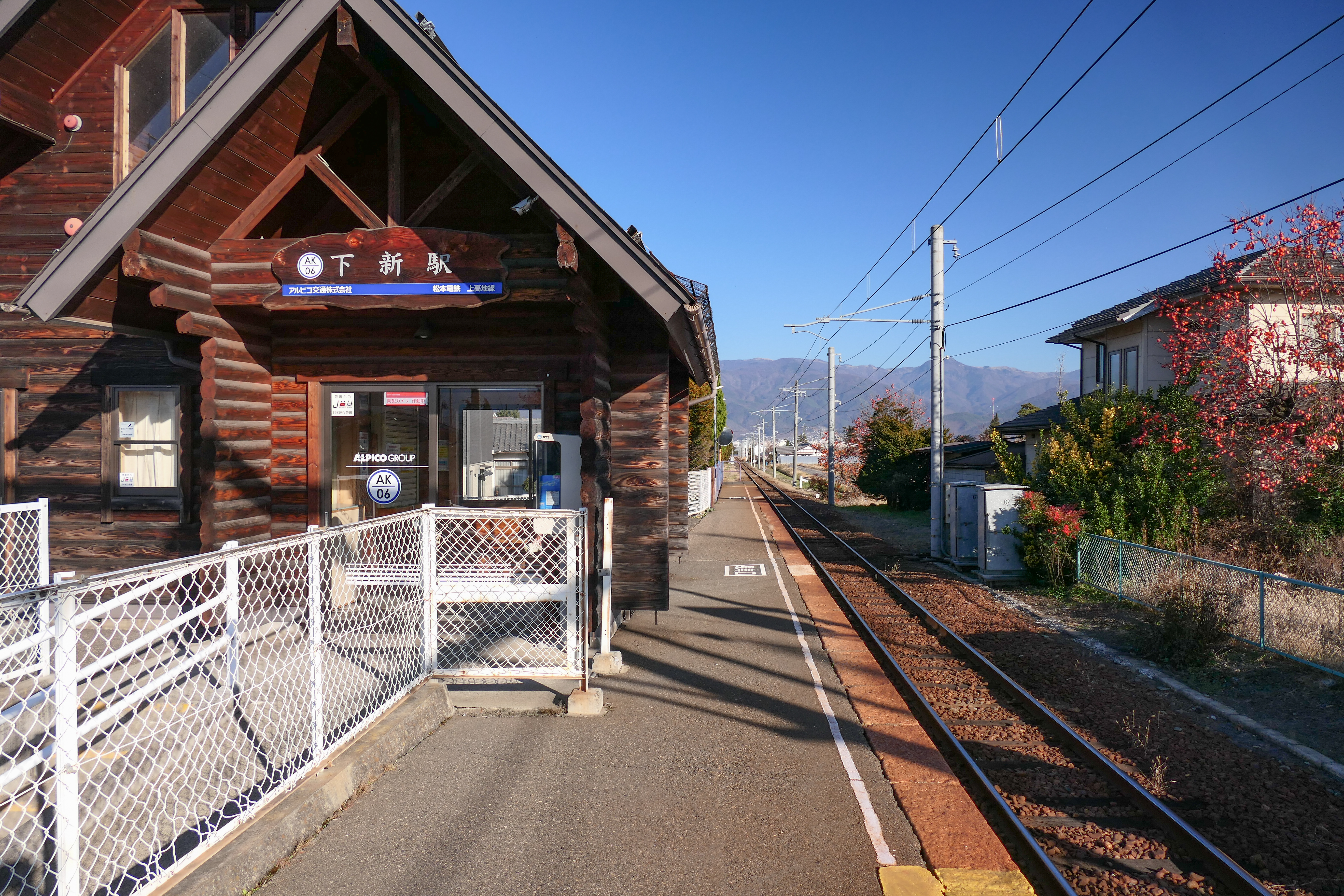
ホーム（2022年12月）

単式ホーム1面1線を有する地上駅。もともと7:20 - 9:50のみ駅業務のある委託駅だったが2024年時点では窓口業務は休業しており現状は無人駅扱いである。ログハウス風の木造駅舎を有している。
窓口が休業中で不使用の駅事務室はスペースは本の駅・下新文庫が開設され、月1回もしくは不定期に1日13時30分から15時頃まで営業している。トイレは西側から駅舎に向かって左側に水洗式で併設されている。

## 利用状況
「松本市統計書」によると、1日平均の乗車人員は以下の通りである。
| 乗車人員推移 | 乗車人員推移 |
| 年度         | 1日平均人数  |
| ------------ | ------------ |
| 2009         | 55           |
| 2010         | 63           |
| 2011         | 68           |
| 2012         | 71           |
| 2013         | 63           |
| 2014         | 63           |
| 2015         | 88           |
| 2016         | 90           |
| 2017         | 68           |

## 駅周辺
- 亀田屋酒造[1]
- 大信州酒造
- 国道158号
- 『小宮会館』バス停 - 北へ約700m
  - 松本市西部地域コミュニティバス松本島内線
- 庚申堂
- 北栗林堰
- 南栗林堰
- 大庭堰
- 榑木堰
- 松本市立 高綱中学校

## その他
- 電鐘踏切が駅のすぐそばにあったが、機器更新が行われた。

## 隣の駅
アルピコ交通
■上高地線
大庭駅（AK-05） - 下新駅（AK-06） - 北新・松本大学前駅（AK-07）